# Gonger
Gonger er på de nordfrisiske øer Amrum og Sild en betegnelse for en genganger. Gongere kunne ifølge folketroen være uskyldig dræbte, men også selvmordere eller gudsbespottere. Også sømænd, der døde på havet, kunne vende tilbage til øen og spøge.
Handlingen i den i 2008 udkomne tv-film Gonger–Das Böse vergisst nie baserer på dette frisiske folkesagn.